# Perithous guizhouensis
Perithous guizhouensis là một loài tò vò trong họ Ichneumonidae.